# Двосторонній пейджинг
Двосторонній пейджинг — пейджинговий зв'язок, основою якого є протоколи двостороннього пейджингового зв'язку (наприклад, ReFLEX). У широкому загалі під двостороннім пейджингом мають на увазі можливість відправки безпосередньо з абонентського пейджера коротких повідомлень у відповідь.
Першим у світі протоколом двостороннього пейджингового зв'язку став ReFLEX. Він є розширенням протоколу одностороннього пейджингового зв'язку FLEX, розробленого компанією Motorola, і сумісний з ним. Це дозволяє обслуговувати в мережах пейджингового зв'язку, що працюють по протоколу ReFLEX, односторонні пейджери FLEX.
У ReFLEX, як і в протоколі FLEX, використовується синхронна передача даних.